# 孫在豐
孫在豐（1644年—1689年），字屺瞻，浙江德清人，清朝政治人物，榜眼及第。

## 生平
世居归安（今湖州）菱湖。清康熙九年（1670年）一甲二名进士（榜眼），授翰林院编修，充日讲官。累官工部侍郎兼翰林院学士。康熙二十五年（1686年）出使淮、扬一带治河，孔尚任入其幕，與河道总督靳辅意見不同，靳辅上奏在豐與漕督慕天颜有姻親關連，又稱于成龙与臣幕客陈潢结为兄弟，私通书札。康熙二十六年（1687年）三月，河工停顿。康熙二十八年（1689年）升迁為内阁学士。不久卒。